# Martin Šejvl
Martin Šejvl (* 18. února 1992 Pardubice) je český fotbalový obránce. Po konci smlouvy FK Pardubice je od července 2022 volným hráčem.

## Klubová kariéra
Celou svou kariéru má spojenou s Pardubicemi. S fotbalem začínal v MFK Pardubice a postupně se přes Teslu Pardubice a FK Slovan Pardubice dostal do svého současného klubu, tedy FK Pardubice. Tam působí už od vzniku klubu a od té doby odehrál téměř dvě stovky zápasů za místní první mužstvo. V tom debutoval v 18 letech 20. listopadu 2010, kdy v 16. kola České fotbalové ligy odehrál celý zápas proti FK Mladá Boleslav B. Pardubice vyhrály 3:0. Svou první branku dal 24. května 2015 proti FK Kolín, pomohl tak k výhře 2:0. První zápas v 1. české fotbalové lize si připsal 23. srpna 2020. Proti FK Jablonec tehdy FK Pardubice prohrál 0:1.